# Nikita Grigorjewitsch Wolkonski

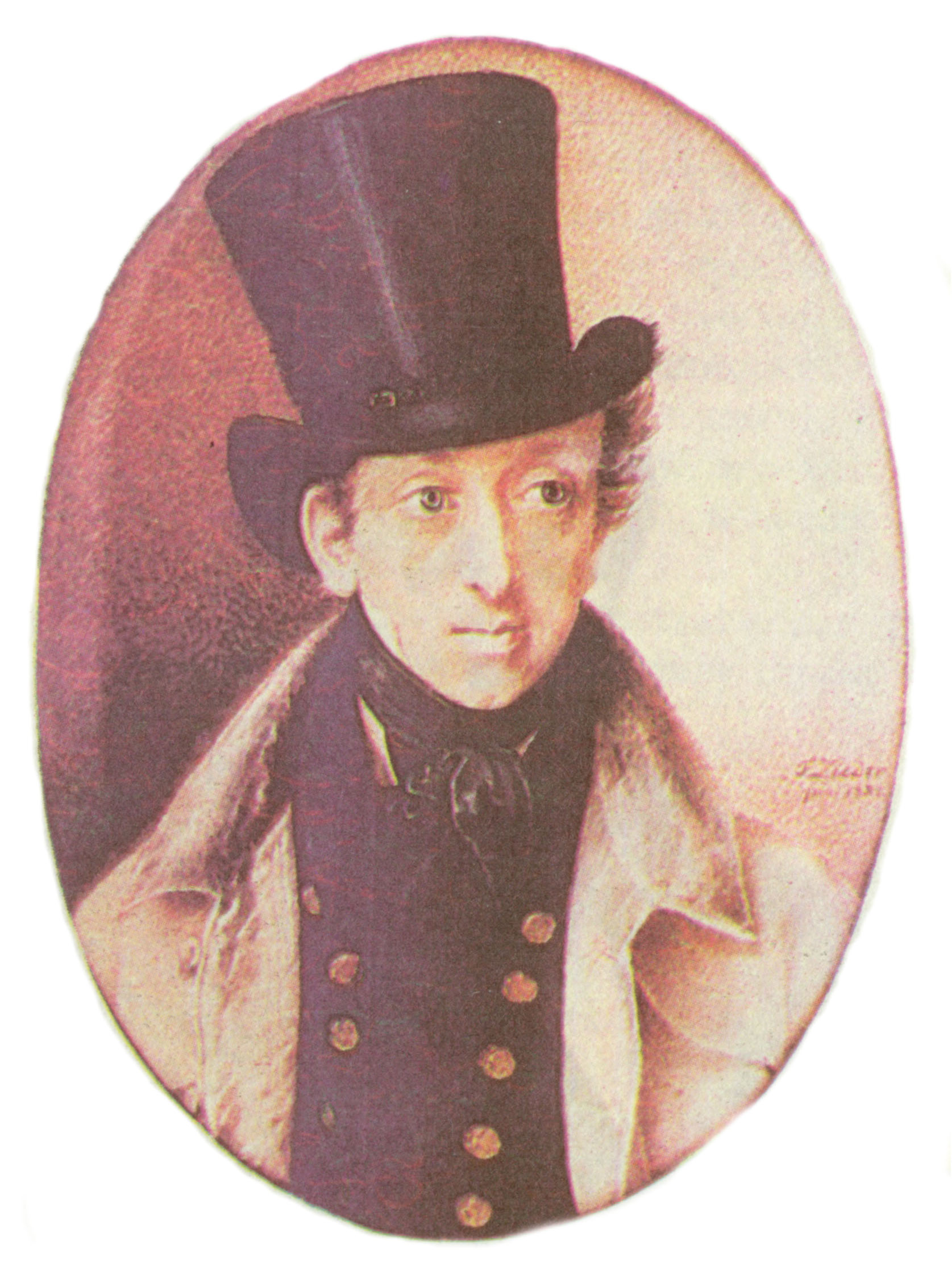
Porträt des Nikita Grigorjewitsch Wolkonski aus dem Jahr 1822

Nikita Grigorjewitsch Wolkonski (russisch Никита Григорьевич Волконский; * 9. Juli 1781 in Moskau; † 6. Dezember 1844 in Assisi) war ein Generalmajor in der Kaiserlich-russischen Armee. Der hochdekorierte Offizier war Teilnehmer an mehreren Kriegen, Bruder des Dekabristen Sergei Grigorjewitsch Wolkonski (1788–1865) und Ehemann der russischen Hofdame Sinaida Alexandrowna Wolkonskaja (1792–1862).

## Leben
N.G. Wolkonski absolvierte die Offiziersausbildung  im Kadetten-Korps zu Sankt Petersburg. Als Praporschtschik, vergleichbar mit Fähnrich,  wechselte er zum Ismailowski Leibgarde-Regiment. Am 1. Januar 1796 wurde er dort zum Leutnant befördert. Mit der Beförderung zum Kapitän (1800) wurde er aus dem Leibgarderegiment entlassen und trat als Kammerjunker seinen Dienst am russischen Zarenhof an. Am 15. Januar 1807 wurde er als Oberstleutnant wieder in den aktiven Militärdienst übernommen und diente als Adjutant  bei General Johann von Michelsohnen, der die Moldau-Armee befehligte. An seiner Seite kämpfte er im Russisch-Türkischer Krieg und wurde im September 1807 zum Oberst befördert. Er war nun als Berater im Militärstab des Zaren Alexander I. (1777–1825) eingesetzt worden und von diesem als Gesandter, mit einem Brief,  zu Napoleon I.  beauftragt. Über den Erfolg oder Misserfolg dieser Mission ranken sich Anekdoten und Legenden.
Am 28. Juli 1812 wurde er zur  Sankt Petersburger Miliz versetzt und nahm am 6. und 7. Oktober an der Schlacht bei Polozk teil. Bei diesem Einsatz wurde er verletzt und in Folge seiner Verwundung am 20. Oktober 1812 in den Ruhestand versetzt. Er kehrte aber bereits am 19. Dezember 1812 als aktiver Offizier in die kaiserlich-russische Armee zurück und wurde À la suite an der Seite von Alexander I. In dieser Eigenschaft nahm er an den Schlachten bei Lützen und Bautzen sowie an der Schlacht um Dresden teil. Im September 1813 wurde er zum Generalmajor à la Suite befördert.
1814 war er mit der russischen Armee in der Schlacht bei Brienne, Schlacht bei Bar-sur-Aube, Schlacht bei Fère-Champenoise und schließlich bei der Schlacht bei Paris. 1815 begleitete er Zar Alexander I. zum Wiener Kongress.
Am 6. Dezember 1827 wurde er erneut in den Hofdienst beordert und zum Jägermeister und Geheimrat ernannt. Zum Abschluss seines Lebens konvertierte er zum Katholizismus und verbrachte seinen Lebensabend in Italien. Er starb in Assisi und wurde in der römischen Kirche Santi Vincenzo e Anastasio a Trevi beigesetzt.

## Auszeichnungen
- Russischer Orden des Heiligen Wladimir, 2. Klasse
- Russischer Orden der Heiligen Anna, 1. Klasse
- Orden des Heiligen Wladimir, 3. Klasse
- Orden der Heiligen Anna,  2. Klasse
- Russischer Orden des Heiligen Johannes von Jerusalem, 2. Klasse
- 1807 Goldenes Schwert für Tapferkeit mit Diamanten
- Preußischer Pour le Mérite
- Preußischer Roter Adlerorden, 2. Klasse
- Österreichisch-kaiserlicher Leopold-Orden, Komturkreuz
- Bayrischer Militärverdienstorden, Ritterkreuz

## Herkunft und Familie

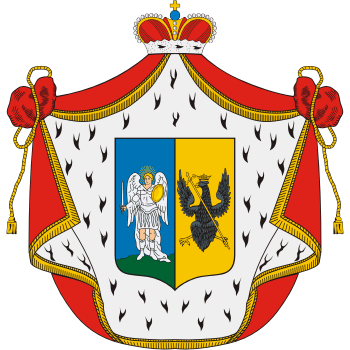
Familienwappen der Wolkonskis

N. G. Wolkonski stammte aus dem uradeligen russischen Geschlecht Wolkonski. Sein Vater war der General der Kavallerie Grigori Semjonowitsch Wolkonski (1742–1824), der mit der Fürstin Alexandra Nikolajewna (1757–1834), aus dem Hause Repnin, verheiratet war. Ihr Vater war der Feldmarschall Nikolai Wassiljewitsch Repnin (1734–1801), der später den Sohn Grigoris Nikolai Grigorjewitsch Repnin-Wolkonski (1778–1824) adoptierte. Ein weiterer Bruder Nikitas war der Dekabrist Sergej Grigorjewitsch Wolkonski (1788–1865). Nikita heiratete 1811 die russische Hofdame Prinzessin Sinaida Alexandrowna Belosselskaja (1789–1862), ihr Sohn war der spätere russische Geheimrat Alexander Nikititsch Wolkonski (1811–1878).